# سوزی لانر
سوزی لانر (انگلیسی: Susi Lanner; ۲۷ اوت ۱۹۱۱ – ۱۶ مارس ۲۰۰۶) هنرپیشه، خواننده و رقصنده اهل اتریش بود.
وی بازیگر فیلم‌هایی همچون زندانی پادشاه بوده‌است.